# William Messner-Loebs

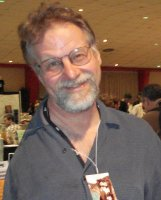
William Messner-Loebs (2007)

William Francis Messner-Loebs Jr. (* 19. Februar 1949 in Michigan; Pseudonyme: Bill Loebs, Bill Messner-Loebs) ist ein US-amerikanischer Comicautor und -zeichner. Er wurde vor allem bekannt für seine Arbeiten an den Comicserien Wonder Woman, The Flash und Thor.

## Leben und Arbeit
William Messner-Loebs wurde 1949 als William Loebs in Michigan geboren. Seinen zweiten Nachnamen, Messner, nahm Loebs nach seiner Eheschließung mit Nadine Messner an, als beide Ehepartner sich darauf verständigten, den Nachnamen des jeweils anderen dem eigenen Familiennamen beizufügen und so einen neuen Doppelnamen als gemeinsamen neuen Familiennamen zu "kreieren".
Loebs, der seinen rechten Arm – der amputiert werden musste – bereits im Säuglingsalter aufgrund einer krebsartigen Tumorerkrankung verlor, begann seine Karriere in der Comicbranche 1983 mit der Veröffentlichung der von ihm selbst geschaffenen Underground-Comics Journey und Bliss Alley. Während Journey vom Leben der amerikanischen Pioniere im frühen 19. Jahrhundert am Rande der – ständig weiter nach Westen wandernden – Grenze zur Zivilisation handelt, beschreibt Bliss Alley vom Feminismus beeinflusste Abenteuer einer modernen Frau der 80er Jahre. Als sogenannte creator-owned-Reihen konnte Messner-Loebs sich die Besitzansprüche an beiden Titeln, die er sowohl schrieb als auch zeichnete, vorbehalten. 
Es folgten eine Kurzgeschichte für die vom Verlag Kitchen Sink herausgegebene Reihe Bizzarre Sex Comics sowie einige Backup-Geschichten für die von Aardvark publizierte Serie Cerebus. Weitere Serien, für die er in den 1980ern tätig war, waren: Nightwitch, die er tuschte, Grimjack (erschienen bei First Comics), Wastelands und Silverback, die er zeichnete, sowie Nucleus, Grendel Saga, War Drums, Dr Fate und Mr. Monster (erschienen bei Eclipse Comics).
1989 begann Messner-Loebs mit der Arbeit an der Serie Epicurus The Sage, einem weiteren creator-owned Titel, der von 1989 an bei dem DC-Imprint Piranha Press erschien. Diesem folgte ein Run als Autor des populären Abenteuerklassikers Johnny Quest.
In den 1990er Jahren begann Messner-Loebs für die führenden amerikanischen Verlage DC-Comics und Marvel Comics zu schreiben. So verfasste er zu dieser Zeit unter anderem Geschichten für die traditionsreichen DC-Serien Wonder Woman (1992–1995) und The Flash, sowie für den humoristischen Superheldencomic Impulse, während er für Marvel an der Serie Thor, die von der modernen Inkarnation des nordischen Donnergottes handelt, tätig wurde. Hinzu kamen erneut Arbeiten an unabhängigen Projekten wie The Maxx mit Zeichner Sam Keith. Weitere Künstler mit denen Messner-Loebs in den 1990ern häufiger zusammenarbeitete waren unter anderem die Zeichner Mike Deodato Jr. und Greg Larocque.
Abseits seiner Arbeit als Comicautor wurde Messner-Loebs in der jüngeren Vergangenheit auch in der fachfremden Öffentlichkeit – so etwa in der Ausgabe der Detroit News vom 20. Januar 2005 – größere Aufmerksamkeit zuteil, nachdem ihn mehrere aufsehenerregende private Schicksalsschläge ereilten: So erlitt er einen schweren Autounfall und geriet infolgedessen im Jahr 2000 in chronische finanzielle Schwierigkeiten, die 2005 im Verlust seines Hauses gipfelten. Diesem folgte bald darauf der Diebstahl des fahrbaren Hauses, in das er ersatzweise umgezogen war. 
2006 hatte sich Messner-Loebs, nicht zuletzt dank der Unterstützung einiger seiner Anhänger die ihm moralisch und wichtiger noch finanzielle Hilfe leisteten, schließlich soweit erholt, dass er seine Arbeit als Autor wieder aufnehmen konnte: Nachdem er 2006 einen Geschichtenzyklus für die Comicserie Green Arrow vorgelegt hat, arbeitet er derzeit an zwei Romanen über seine Heimat, Michigan.